# Libnotes nesopicta
Libnotes nesopicta là một loài ruồi trong họ Limoniidae. Chúng phân bố ở miền Australasia.